# Raúl Corriveau
Raúl Corriveau (ur. 27 czerwca 1930 w Buckland) – kanadyjski duchowny rzymskokatolicki posługujący w Hondurasie, w latach 1984-2005 biskup Choluteca.

## Życiorys
Święcenia kapłańskie przyjął 1 lipca 1956. 25 sierpnia 1980 został prekonizowany biskupem koadiutorem Choluteca. Sakrę biskupią otrzymał 8 grudnia 1980. 14 kwietnia 1984 objął urząd ordynariusza. 17 grudnia 2005 przeszedł na emeryturę.